# بتمن: آرکهام واقعیت مجازی
بتمن: آرکهام واقعیت مجازی (انگلیسی: Batman: Arkham VR) یک بازی ماجراجویی واقعیت مجازی ساخته شده توسط راک‌استدی استودیوز و منتشر شده توسط سرگرمی تعاملی برادران وارنر در سال ۲۰۱۶ برای پلتفرم‌های پلی‌استیشن ۴ و مایکروسافت ویندوز می‌باشد که براساس داستان‌های بتمن، ابرقهرمان کتاب‌های مصور دی‌سی کامیکس ساخته شده‌است. این بازی به عنوان یکی از قسمت‌های مجموعه بازی‌های بتمن: آرکهام به‌شمار می‌رود و اولین نسخه‌ای است که از هدست واقعیت مجازی در آن استفاده می‌شود.